# 凯氏长臂蟹
凯氏长臂蟹（学名：Myra kessleri）为玉蟹科长臂蟹属的动物。分布于菲律宾、印度尼西亚、澳大利亚、苏瓦迪瓦岛、安达曼海、马尔代夫、斯里兰卡、塞舌耳群岛以及南沙群岛等地，生活环境为海水，主要生活于水深53米以及泥质沙底。该物种的模式产地在红海。